# Bernhard Kolscher
Bernhard Kolscher (* 6. März 1834 in Königsberg, Ostpreußen; † 7. Juni 1868 in Berlin; vollständiger Name: Bernhard Friedrich Daniel Kolscher) war ein deutscher Architekt.

## Werdegang
Kolscher war der Sohn eines Intendanturrats. Er besuchte die Realschule in Königsberg, erhielt ab 1844 auch Zeichenunterricht bei Julius Knorre und erstellte ab 1850, unter dem Einfluss seines Onkels, des Hofgoldschmieds G. Bussler, zahlreiche kunstgewerbliche Entwürfe. Nach dem Abitur leistete er kurzzeitig Militärdienst, wurde aber wegen eines körperlichen Fehlers vorzeitig entlassen und machte eine Lehre bei Baumeister Ulrich in Königsberg. Ab 1854 studierte er an der Berliner Bauakademie. 1855 bereiste er die Niederlande und Spanien und arbeitete nach der bestandenen Bauführerprüfung (1. Staatsexamen im Baufach) ab 1856 bei Heinrich Strack am Kronprinzenpalais und 1860/1861 bei Hermann Waesemann. 1857 wurde er Mitglied des Architekten-Vereins zu Berlin (AVB). 1862 folgte die Baumeisterprüfung (2. Staatsexamen), anschließend arbeitete er als Privat-Baumeister im Atelier von Waesemann, mit dem er auch eine Italienreise unternahm. Er übernahm die Entwürfe für die Innengestaltung von Waesemanns Rotem Rathauses. Nebenbei war er von 1864 bis 1866 Hilfslehrer an der Bauakademie für Entwerfen von Gebäuden. Am 12. Januar 1868 wurde er zum Leiter der Klasse für Komposition an der neu gegründeten Unterrichtsanstalt des Kunstgewerbemuseums Berlin berufen, starb aber bereits wenige Monate später.

## Bauten

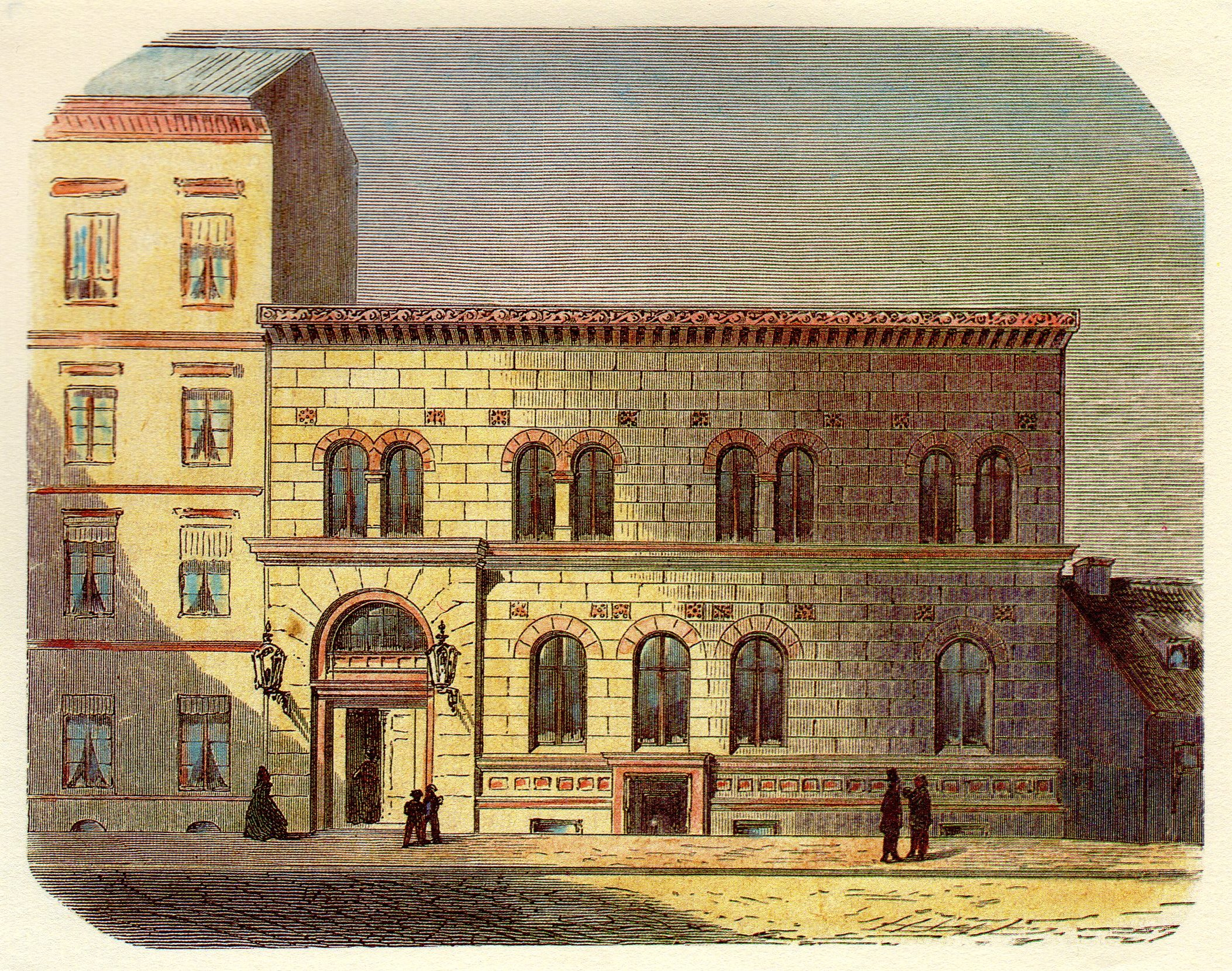
Haus des Handwerkervereins in Berlin

- 1857–1858: Leitung bei der Innenausstattung des Palais Arnim-Boitzenburg in Berlin, Dorotheenstadt, Pariser Platz 4 (nach Entwurf von Eduard Knoblauch; 1907 umgebaut, nach starken Schäden im Zweiten Weltkrieg abgebrochen)
- 1859–1860: Bauleitung bei der Villa für den Unternehmer Friedrich Adolf Pflug in Berlin-Moabit, Alt-Moabit 117/118 (zusammen mit Gustav Knoblauch, nach Entwurf von Eduard Knoblauch; nach starken Schäden im Zweiten Weltkrieg abgebrochen)
- 1860–1868: Innengestaltung des Roten Rathauses in Berlin
- 1864: Haus des Handwerkervereins in Berlin, Spandauer Vorstadt, Sophienstraße 15 (zusammen mit Heinrich Lauenburg; 1904 wegen erheblicher Bauschäden aufgegeben)
- 1864: Innenausbau des Wohnhauses von Franz Duncker in Berlin, Friedrichsvorstadt, Potsdamer Straße 20 (nicht erhalten)